# Бертран ди Геклен
Бертран ди Геклен тј. Бертран V ди Геклен (фр. Bertrand Du Guesclin, око 1320 — 13. јул 1380), је био француски војсковођа, бретонски витез, гроф Лонглвила, капетан Понторсона, капетан Мон Сен Мишела и констабл Француске (1370—1380). Био је генијални тактичар француске војске у Стогодишњем рату.

## Младост

### Порекло и Бертранов изглед
Отац му је био Робер II ди Геклен, нижи племић господар Мот Брона, а мајка Жана де Малесмаинс, господарица Санса. Историчари су га описали као најружније дете од Рена до Динана, због његових малих кратких ногу, због тога што је био квргав, због његових претерано широких рамена, дугих руку, округле главе и претерано тамне боје коже. Због те ружноће и родитељи су га презирали, давали су предност његовој млађој браћи, а отац му није дозвољавао да тренира витештво.

### Витешки турнир у Рену
Бертран је ипак био довољнио вешт за витеза. То се показало 4. јуна 1337. године у на витешком турниру у Рену, када је победио све противнике, и ако му је оклоп био у лошем стању, а кацига му је потпуно прекривала лице. Када је на мегдан изашао последњи витез, Бертранов отац, Бертран је подигао копље и одустао од даље борбе. Тада је скинуо кацигу. Робер ди Геклен је био јако поносан на свог сина и више га није мрзео.

## Бертран у рату за Бретонско наслеђе
Године 1341. почео је Рат за бретонско наслеђе, конфликт између Шарла I де Блоа, на страни Француске и Жана IV де Монфора, на страни Енглеске. У том рату Бертран, који је од 1345. године учествовао у рату био је на страни Шарла, јер га је овај подмитио поклонивши му богат град Ла-Рош и титулу наредника у својој војсци. Бертран се под том титулом наредних године истакао. Када је Шарл био заробљен, Бертран је служио Жану де Бомануару и Бертрану де Сан-Перну, али њих је заробио витез Пенхоут и предао их је Енглезима. Бертран је и поред тога успео да потуче Енглезе код Лез-Ифа 10. априла 1354. године.

### Опсада Рена
Бертран се посебно истакао у одбрани Рена од Хенрија I од Ланкастера 1356. и 1357. године, када је у ноћи скупио 100 људи, који су напали енглезе, док су спавали. Французи су Енглезима спалили шаторе и Хенри је мирао да се повуче. Том приликом је побијено 200 енглеских коњаника. Бертран је после тога позван на састанак са Хенријем. После тога састанка се борбе настављају и Бертран је одбио енглеске нападе. Енглези због тога праве опсадне куле и настављају нападе на град. 500 самострелаца су стрелама натопљеним сумпором, гађали Енглезе. Енглези су претрпели поразе у три окршаја код града, па је Хенри морао да се повуче.

### Опсада Динана
Разјарен због тог пораза, Хенри 1359. године опседа Динан. Поред тога Хенри у исто време опседа и Бертранов замак Мот Брон. Одбрана Мот Брона и Динана је ишла добро, али гроф де Монфор и Бертран су се мрзели. Бертран је покушао да преговара са Хенријем, али преговори нису били успешни. После пораза војске Томаса од Кантерберија, која је поред Хенријеве опседала Динан, и Хенри се повукао.

### Бертранови порази
После борби у околини града Пампона, Бертран је добио надимак Црни пас Бруселионда. Многи бретонски витезови су због велике кризе Француске монархије прешли на енглеску страну, али Бертран је остао одан француском краљу, па је од заповедника Понторсона добио војску од 100 копљаника. Са том војском он се борио у Нормандији, али после пораза се повукао у Нант. Убрзо после тога 1361. године постао је поручник у Нормандији у служби Анжуа и Мена.

### Бертранове победе
Године 1363. Бертран је учествовао н витешком турниру у Динану, где је победио и још исте године се оженио са лепом Теофано Рагунел. Убрзо после тога Бертран заједно са Шарлом напада Нормандију. Тим борбама Шарл и Бертран су потукли Енглезе и заробили њихове тамошње капетане Фелетона и Гревакса. Због заслуга у тим борбама Бертран је постављен за глевнокомандујућег војсковођу Шарлове војске. Бертран је за Шарла још исте године освојио замак Пастивјен, још нека места и поразио је Енглеску флоту у поморским биткама код Сен-Пол-де-Леона. После тога Бертран опседа град Бешерел и побеђује самог Жана V де Монфора, који се налазио у том граду. Жан је коначно био приморан на склапање Евранског уговора. Тим уговором је договорено да Шарл и Жан деле Бретању, а Бертран је предат Жану као талац и Бертран је назадовољан тим положајем, побегао.

## Битка код Улбек-Кочерела
Бертран, који је проглашен за грофа Осера је почетком 1364. године опсео град Рољбуаз, који је припадао краљу Наваре и после тог освајања Гекленова војска је почетком априла освојила многе Наварске поседе у Нормандији, али насу успели освојити град Евре у којем је ускоро стигла помоћ Жана де Грилија. Из Евреа, Жан је кренуо на исток где су његових око 5 800 витезова поражени од око 2 300 Француза предвођених Гекленом 16. маја код Улбек-Кочерела. Мањи део Грилијеве војске је преживео, а они који су преживели били су заробљени, међу заробљенима се нашао и Грили. Геклен је после тог успеха награђен титулом француског заповедника Норманије и грофа Лонгвила, местима која су раније била у поседу Наварског краља.

## Битка код Ореја и заробљеништво
Исте те године Жан је са 3 500 витезова освојио град Оре. 27. септембра ка граду је кренуо Шарл, који се са војском од 4 000 витезова налазио у близини града. 28. септембра његове чете, којима се придружио и Бертран су дошле на леву обалу оближње реке и заузеле позицију испред замка. Жан се уплашио и прешао на десну обалу. Шарл је покушао да преговара, али после неуспеха кренуо је за енглеском војском и прешавши реку дошао је на мочварно подручје северно од замка, крећући се право ка замку, у коме су Енглези пред градском капијом заузели положај.
Борба је почела окршајем енглеских стрелаца и француских самострелаца. Онда су Французи неко време почели жестоко да побеђују Енглезе. Моћни племић Џон Чандос у најодлучнији час битке придружио се Енглезима. После страшног покоља Енглеза у бици, и тешких губитака, Француско десно крло је опколило део енглеске војске, ово су искористили остаци енглеске војске и као вихор напали лево француско крило. Сам Шарл је рањен копљем, а онда и заробљен и недуго после тога умро. После његове смрти војска се разбежала После тога одред Џона Чандоса је почео да кроз војску, масакрирајући 1 000 људи, продире до Бертрана, који је уза себе имао само песнике наоружане оклопним рукавицама. Поред тако рђаво наоружаних остатака војске Бертран није могао да избегне заробљеништво. Бертран је 1365. године ослобођен плаћањем за откупа 100.000 ливра, и то су тај откуп исплатили Бертранови рођаци, који су да би скупили тај новац морали да продају већину своје земље.

## Побуна у Француској 1365. и њене последице
Године 1365. моћнији енглески и француски племићи су у заједници са бретонским витезовима образовали војску, који је чинило више од 30.000 недисциплинованих ратника. Та војска је добила задатак да хара читаву Француску и њих су подржавали краљеви Енглеске, Наваре, али посебно их је подржавала Круна Кастиље. Тада су били опљачкани и убијани сиромашни људи и жене и спаљивани су градови и цркве. Француски краљ Шарл V им је нудио 200.000 флорина да престану са харањем, али они су то наставили да чине.
Бертран се баш тада ослободио из затвора и код Шалона је са пратњом од 200 витезова повео преговоре са вођом побуњеника. Тим преговорима је смирена побуна, уз Бертранову гаранцију да ће побуњеници добити 200.000 флорина. Гроф од Ла Марша, вођа побуњеника је ипак био осуђен на Авињонском суду екскомуникацијом папе и не допуштањем да побуњеници добију 200.000 флорина, али они су спалили нека села у предграђу Авињона, па је папа одлучио да им исплати 100.000 франака.
У септембру исте године Бертран је склопио савез са Круном Арагона против Круне Кастиље, јер је њен краљ Педро био један од вођа побуњеника и подржавао их је. У децембру Бертран је прешао Пиринеје и дошао је у град Ле кол ду Перт из кога је 20. децембра дошао у Барселону. У фебруару 1366. године је склопио савез са краљем Наваре, који је као награду добио грофивију Борху. У марту је Бертран са својим савезницима освојио Бургос и за краља поставио Енрикеа II Трастамара, Педровог полубрата. У мају Пали су Толедо и Севиља, у јуну Кордоба, а у фебруару 1367. године Санто Доминго де ла Калзада.

## Бертран у Кастиљском грађанском рату
У знак захвалности Енрике је Бертрану дао титулу констабла Круне Кастиље, грофа Сорије и војводе Молина. Педро је тада бежао из града у град и на крају је завршио у Португалији, одакле је отишао у Бордо, да Едварда, Принца од Велса, моли за помоћ И Едвард се у Фебруару са Џоном Чандосом, Жаном де Грилијем, својим братом Џоном од Гента и војском од 26 000 људи у којој је било доста Португалаца, придружио Педру.
Дана 3. априла 1367. године ове две војске су се сукобиле у бици код Наварете (Нахере). Бертран је на бојном пољу показао своју храброст уништавајући одреде Џона Чандоса и Џона од Гента, али и ако је уз Енрикеа и Бертрана укупно било 60.000 војника Енглези су однели победу вретовши Педра на престо. У тој борби је изгинуло око 200 Енглеза и чак 7000 Француза и Шпанаца. За то су највише били заслушни енглески стрелци, који су на боишту сејали смрт. Ово је натерало кастиљске трупе на повлачење. Бертран је покушао да им се одупре, али је и сам заробљен и утамничен у Бордоу. Због његових способности Бертрану је понуђено да пређе у службу краља Енглеске, али он то одбија. Касније је откупљен за 100.000 франака. Енрике је за то време побегао у Тулуз, па у Анжу. Прерушен у опата Енрике је посетио Бертрана у тамници и договорио Бертранов откуп.
Бертран је после откупа појурио у Кастиљу и 14. марта 1369. године у савезу са Енрикеом победио Педра и Мавре у бици код Монтијела. 4 500 Педрових људи су у тој бици поражени од 3 000 Енрикеових, погинуло је много Педрових присталица, а и самог Педра је бесни Ерике убио, када је свом витезу отео бодеж.
За своје заслуге у рату Бертран је поново добио титуле констабла Круне Кастиље и војводе Молина, као и суму од 100.000 златних круна.

## Бертран као констабл Француске

### Бертран постаје констабл Француске
Крајем 1369. године Бертран се вратио у Француску. Где га је француски краљ Шарл V позвао у палату и дао му је мач констабла Француске, јер је претходни, Робер де Фиен, због своје старости поднео оставку на тај положај, али тек 2. октобра 1370. године Бертран је именован. Већ неколико дана после тога Енглези су под Робертом Нолесом напали Париз, али су поражени.

### Победа над Робертом Нолесом
После тога Бертран је 23. октобра у савезу са Оливером V де Клисоном напао Нормандију, али је после низа победа 1. децембра напустио опсаду Кана и кренуо на југ да заустави Нолеса, који је кренуо ка Авињону. 4. децембра он је стигао Енглезе и поразио их, а у тој бици је погинуо енглески војсковођа Томас Грансон. 8. децембра Бертран је поново поразио Енглезе код Бресира, а 15. децембра Бертран је извојевао нову победу освојивши град Сомјур. По повратку у Париз имао је ту част да буде кум Шарловом сину Лују Орлеанском.

### 1371. и 1372.
Убрзо после тога Бертран одлази у Гијену са војводама Берија и Бурбона, као и са грофовима Алансона, Перша, Оверње и Сен Пол де Вендома и та војска је освојила доста места и неколико пута поразила Енглезе. У априлу 1371. Бертран је са Оливером освојио Бешерел, а 1372. године, Конш, а у јуну и јулу исте године пали су градови Монмурион, Шовињи, Лисак, Монконтур, Сент-Север, а 23. августа Субиз. 18. септембра француској су се предали град Суржер, као и области Сентонж и Поату. После тога Бертран је освојио Руерг, Перигорд, део Лимузена и грофивију Понтју.

### 1373.
После тога Бертран је у марту 1373. године са малом војском опсео град Чисет и освојио га 27. марта после пораза много бројне градске посаде. У априлу је нападима и препадима на енглеске територије преотео град Ниор, тако што је његова војска обукла униформе енглеских војника. Истог месеца пао је и Лизињан, Ла Рош на Јону, Коњак и Мортемер. У јуну је Бертран искористио бег бретањског војводе Жана Хрброг и освојио Брест, а 14. јула острво Џерси. У лето Џон од Гента, de facto краљ Енглеске је почео шевошу, али је претрпео неколико пораза и Бертран је потом напао област Фоиш, која је била под влашћу Џона. После Бертрановог освајања Лурда, Џон је био приморан да склопи мир.

### (1374—1376)
Бертран је 1374. године напао енглеску тврђаву Ла Реол. Исте године оженио се Жаном де Лавал од које је као мираз добио замак Монсеберт у Анжуу. Бертран је стога већ у августу покренуо офанзиву против Гијене и заједно са војводом од Анжуја освојио градове Пен-д'Ажене, Молеон, Кондом, Муасак, Сент-Фоиш-ла-Гранд, Кастион ла Батај, Лангон, Сен-Макер и Сент-Базеј. 17. фебрара 1375. године пао је град Жансе, а 1376. године Бертран је постао господар Понторсона.

### 1378.

#### Борба у Нормандији
После тога Бертранова војска је била очајна јер јој је требало појачање, али краљ је одбијао да га пошаље, па се због незадовољности краља повукао у Понторсон, одакле је намеравао да оде у Кастиљу и тамо да проведе остатак живота, али је на краљеву молбу одустао од тога. И већ у априлу Бертран је у савезу са боргундскив војводом напао и уништио поседе краља Навре у Нормандији тј. Берне, Карантан, Валоњ, Авранш, Ремервил, Бомонт, Бретеј, Сен-Ло, Евре, Паси-на-Еру, Гавре, Ножан, Ане и Мортен-Понт-Адеме, осим Шербура, који су посели Енглези, који су га одбранли у новебарско-децембрарској опсади.

#### Борба у Бретењи
Године 1378. Џон је у заједици са Жаном Храбрим планирао да поврати град Брест и са њим читаву Нормандију, па је 14. августа је уништио француске бродове у луци Сен-Мало и почео опсаду, али граду је у помоћ притекла огромна француска војска под заповедништвом Оливера V де Клисона и самог Бертрана. Енглеска војска је због глади у септембру напустила опсаду и некако са Џоном дошла у Енглеску.

## Смрт и сахрана
Бертран је 28. фебруара 1380. године опсео град Шатонеф де Рандон и после неколико страшних напада гувернер града Пјер де Галар је позвао енглеског краља у помоћ уз претњу да ће се за 15 дана предати ако му не стигне појачање.
Од 20. до 26. јуна водила се битка код Шалијеа између Бертрана и побуњеника и Бертран је као и обично извојевао победу, а и у јулу је успешно наставио рат против њих, али се убрзо вратио на опсаду Шатонефа.
Бертран је тада имао високу температуру. Бертран је убрзо добио трбушни тифус. Бертран је стога умро 13. јула, а већ сутра је Пјер дошао до шатора у којем је лежало Бертраново мртво тело и клечавши пред Бертрановим мртвим телом предао је градске кључеве маршалу де Сенсеру.
Бертраново тело је прво однесено у Пиј, али његова последња жеља је била да његово тело буде сахрањено у Динану, али краљ је то спречио и по његовом наређењу Бертран је сахрањен уз велику помпу у базилици Сен Дени. Његово тело осим костију и срца је сахрањено у цркви Сен Лоран, коју су оскрвнавили револуционари 1793. године, његово срце у Динану, док су само његове кости у Сен Денију, али је и тај гроб оскрнављен.
Француски краљ Шарл VI је 1389. године доделио прве ордене Бертрана ди Геклена Лују и Шарлу Анжујском

## Хронологија
- око 1320. године рођен је Бертран ди Геклен
- 4. јун 1337. Бертран учествовао на витешком турниру у Рену
- 1345. Бертран се придружио Шарлу Бретањском
- 10. април 1354. Бертран је поразио Енглезе у бици код Лез-Ифа
- 3. октобра 1356. до 5. јула 1357. Бертран учествовао у одбрани Рена
- 1359. Бертран учествовао у одбрани Динана
- 1360. година Бертранових пораза
- 1361. постао је поручник у Нормандији у служби Анжуа и Мена.
- 1363. Учествовао је на витешком турниру у Динану,
 Оженио се Теофаном Рагнуел